# HD185183
HD185183 — хімічно пекулярна зоря спектрального класу B9, що має видиму зоряну величину в смузі V приблизно  6,6.
Вона  розташована на відстані близько 785,9 світлових років від Сонця.

## Фізичні характеристики
Телескоп Гіппаркос зареєстрував фотометричну змінність  даної зорі з періодом    1,74 доби в межах від  Hmin= 6,73 до  Hmax= 6,67.

## Пекулярний хімічний склад
Зоряна атмосфера HD185183 має підвищений вміст 
Si
.